# Девора (гекбот)
«Девора» — гекбот Каспийской флотилии Российской империи, один из гекботов типа «Вархаил».

## Описание судна
Парусный трёхмачтовый гекбот с деревянным корпусом, один из 7 гекботов типа «Вархаил», строившийся в Казани в 1745 году. Длина судна составляла 25,3 метра, ширина 7,3—7,32 метра, а осадка 3,66—3,7 метра.
Единственный гекбот Каспийской флотилии, носивший это наименование.

## История службы
Гекбот «Девора» был заложен на стапеле Казанского адмиралтейства и после спуска на воду в 1745 году вошёл в состав Каспийской флотилии России.
В кампанию 1746 года совершал плавания в Каспийском море под командованием лейтенанта Дмитрия Грабленова.